# 顧景舟
顧景舟（1915年10月18日—1996年6月3日），原名景洲，號壶叟、瘦萍，晚號老萍，又有别称曼唏、武陵逸人、荆南山樵等，江蘇宜興人，中國陶藝家，以製作紫砂壺聞名於世，他的松鼠葡萄壺作品在拍市上的成交價可達9200萬人民幣。
顧景舟是江蘇宜興人，而宜興以出產陶器聞名，他早年在古董店工作，此期間接觸到許多紫砂名壺，影響了他的作品風格。由於他在紫砂壺藝上的高超成就，他被中國授予中國工藝美術大師的稱號。

## 相關文獻
- Xu, Feng. . Jiangsu Literature and Art Publishing House. 2015. ISBN 9787539985602 （中文）.
- Gu, Jingzhou. . Hong Kong: Joint Publishing. 1992. ISBN 9789620409622 （中文）.